# Палладій

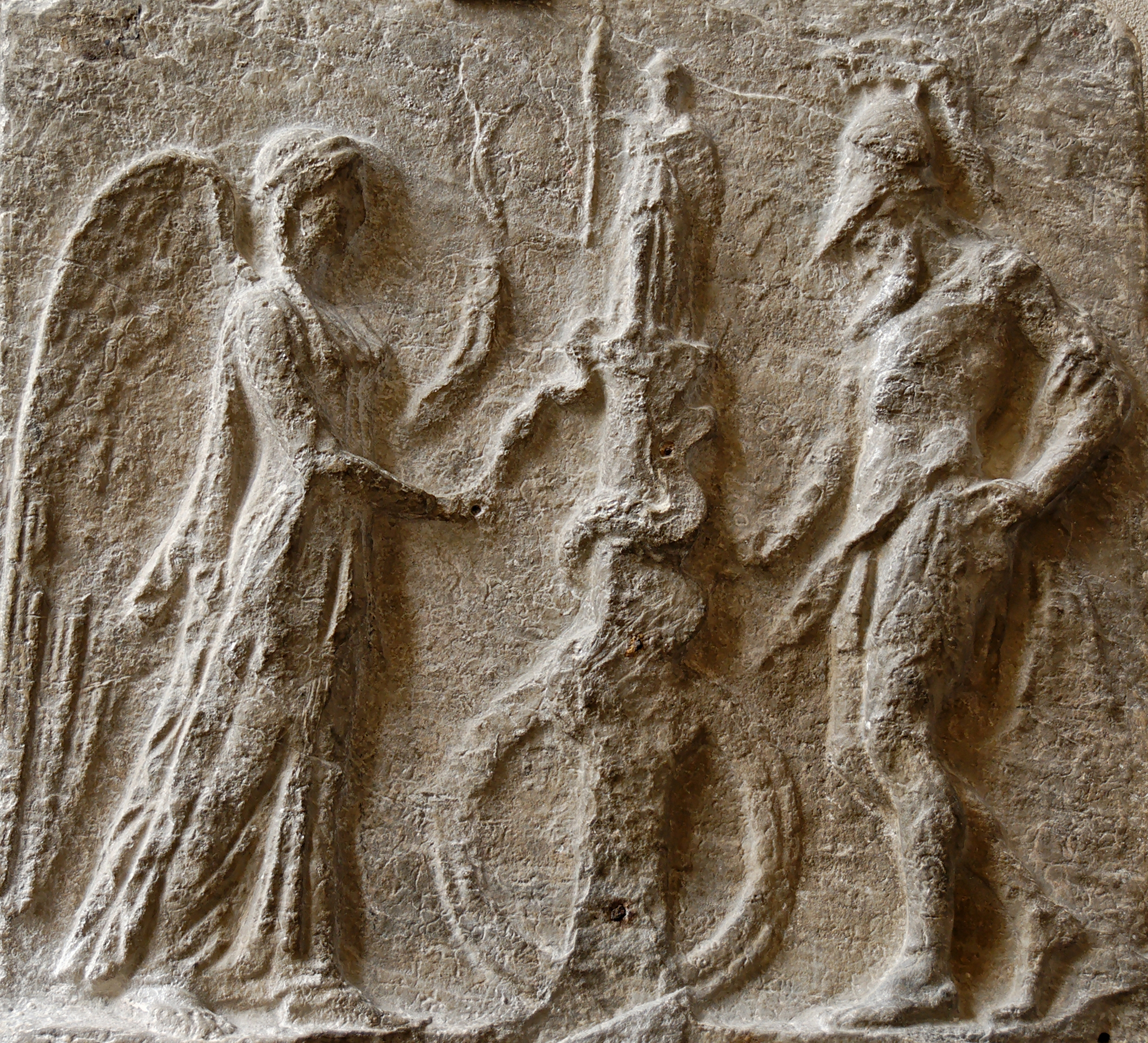
Ніка та грецький воїн біля стовпа із палладієм

Палладій (грец. παλλάδιον) — ксоан, священна скульптура (як правило, дерев'яна) озброєного божества, яка вважалася покровителькою й захисницею міста.
Палладій передовсім зображував Афіну Палладу, від імення якої скульптура дістала назву, або Аполлона чи Афродіту. Шанування палладія сягає в глибоку, ще крито-мікенську, давнину.
За міфом, перший палладій подарував троянцям Зевс (за іншою версією — Дардан). Троянці вважали, що доки палладій буде лишатись у Трої, міста ніхто не здолає. Діомед та Одіссей викрали скульптуру і нібито тим самим дали змогу грекам здобути Трою. Згідно з римською версією, у Трої було два палладії, один з яких потрапив до Греції, а другого забрав із собою Еней. Цей палладій зберігався в Римі у храмі Вести. З недоторканністю та збереженням палладія римляни пов'язували безпеку й добробут своєї держави.